# Ruta Estatal de California 61
La Ruta Estatal de California 61, y abreviada SR 61 (en inglés: California State Route 61) es una carretera estatal estadounidense ubicada en el estado de California. La carretera inicia en el Sur desde la SR 185     en San Leandro hacia el Norte en la I 880     en Oakland. La carretera tiene una longitud de 11,2 km (6.970 mi).
Las Rutas 112  y 260 son rutas "ciegas" que, a pesar de tener descripciones diferentes a la Ruta 61, son parte de la Ruta 61. La Ruta 112 lleva el nombre de Davis Street hacia la Ruta Estatal 185 (East 14th Street) en San Leandro. La Ruta 260 se dirige hacia la Interestatal 880 (pero no se intersecan) en Oakland sobre los túneles submarinos de Posey y Webster.

## Mantenimiento
Al igual que las autopistas interestatales, y las rutas federales y el resto de carreteras estatales, la Ruta Estatal de California 61 es administrada y mantenida por el Departamento de Transporte de California por sus siglas en inglés Caltrans.

## Cruces
La Ruta Estatal de California 61 es atravesada principalmente por la  I 405  I 5   en Costa Mesa y Tustin.